# 小坂井祐莉絵
小坂井 祐莉絵（こざかい ゆりえ、1995年7月6日 - ）は、日本の女性声優、女優、リングアナウンサー。愛知県知多郡東浦町出身。クロコダイル所属。声優ユニット「ギルドロップス」のメンバー。
東浦町観光大使であり、知多半島のご当地キャラクター『知多娘。』の2代目・東浦未来の声優としても活動している。

## 略歴
小学生の頃、テレビアニメにハマるようになり、「BLEACH」をきっかけに声優に憧れを抱く。
2012年、『知多娘。ご当地アイドル声優オーディション』に東浦未来役に合格し、声優活動を開始。
2014年、東浦町の『東浦”超”観光大使』に任命される。
2017年2月19日、クロコダイル所属となる。
2018年放送『邪神ちゃんドロップキック』のぺこら役で初のメインキャラを担当。
知多娘。で台北国際旅展（ITF）にて三年連続ベストパフォーマンスグループアワードを受賞。
2018年4月より、『ジャパコンProject「ギルドフレンズ〜飯田里穂の!世界へ?本気です!〜」』（BSフジ）発の声優アイドルユニット「ギルドロップス」のメンバーとしても活動。
2018年から小坂井ゆりえ名義で女子プロレス団体「スターダム」のリングアナウンサーとしても活動。3月31日のプレ・デビューを経て、4月14日からリングアナとなり、ビックマッチを中心にリングアナを務めており、スターダム関連の番組に出演することもある。
2019年3月、大学を卒業。
2021年、テレビアニメ『恋と呼ぶには気持ち悪い』の有馬一花役で初主演。
2023年2月、『週刊プレイボーイ』誌上で初の水着グラビアを披露した。
2024年には映画『家出レスラー』で女子レスラー役として出演した。

## 人物
兄がいる。
好きな食べ物はハンバーグ、しるこサンド。
趣味は自転車で散歩、食べること、カラオケ、アニメ鑑賞、お菓子作り、寺神社巡り。特技は円周率を言うこと、鉄棒の横回り。資格は保育士と幼稚園教諭免許。
小学校ではマーチング部、陸上部。中学ではテニス部、高校では軽音部、大学ではチアダンス部に所属していた。大学在学中は仕事の度に上京した。
同じ事務所所属の原奈津子とは、彼女が愛知県でアイドルとして活動していたころから知っており、原が声優に転向したことを後に知ってから、彼女が所属する事務所・クロコダイルのマネージャーに問い合わせをしたことが、現事務所に所属するきっかけだったと語っている。
2018年から女子プロレス団体「スターダム」でリングアナをしているが、当初はルールがわからず、覚えることから始まった。2023年時点で地方巡業に帯同。

## 出演
太字はメインキャラクター。

### テレビアニメ
2017年
- アイドルタイムプリパラ（2017年 - 2018年、チイ、女の子）
- まけるな!!あくのぐんだん!
- ラブ米 -WE LOVE RICE-（グル代）
- クリオネの灯り（保健の先生、看護師、水族館の放送）

2018年
- 邪神ちゃんドロップキック（2018年 - 2023年、ぺこら、魔獣9、天草四郎） - 4シリーズ + 特別編

2019年
- B-PROJECT〜絶頂*エモーション〜（唯月〈幼少期〉）
- 五等分の花嫁（アナウンス）
- シーサイド荘のアクアっ娘（ラメル）

2020年
- ねこねこ日本史（遣明使A、足利直冬、ケンペル）
- 理系が恋に落ちたので証明してみた。（綾）
- 22/7（立川絢菜）
- ド級編隊エグゼロス（生徒）
- 無能なナナ（高梨カオリ）
- 魔王城でおやすみ（スゥ）

2021年
- ホリミヤ（2021年 - 2023年、吉川由紀） - 2シリーズ
- 蜘蛛ですが、なにか?（ヤーナ）
- ログ・ホライズン 円卓崩壊（空）
- 恋と呼ぶには気持ち悪い（有馬一花）
- EDENS ZERO（2021年 - 2023年、幼いシキ、ニコラ、少女、マリア、女性たち） - 2シリーズ
- 月が導く異世界道中（2021年 - 2024年、受付後輩、アーシェス、アベリア＝ホープレイズ） - 2シリーズ
- 精霊幻想記（2021年 - 2024年、ドリュアス） - 2シリーズ

2022年
- 怪人開発部の黒井津さん（水木香恋）
- 終末のハーレム（黒田マリア）
- 佐々木と宮野（横田永実）
- 彗星のフロイライン（ワカバ）
- 阿波連さんははかれない（2022年 - 2025年、宮平先生） - 2シリーズ
- ヒロインたるもの!〜嫌われヒロインと内緒のお仕事〜（根岸）
- カッコウの許嫁（秘書）
- 農民関連のスキルばっか上げてたら何故か強くなった。（ガゼルの恋人）

2023年
- 犬になったら好きな人に拾われた。（月城うさぎ）
- HIGH CARD（2023年 - 2024年、ミシェル・レッドグレイヴ） - 2シリーズ
- 最強陰陽師の異世界転生記（女子生徒）
- 異世界召喚は二度目です（ルリ）
- 僕らの雨いろプロトコル（時野谷聡美）
- 君のことが大大大大大好きな100人の彼女（警報機）

2024年
- ワンルーム、日当たり普通、天使つき。（河童ギャル）
- ただいま、おかえり（岩田さん）
- モブから始まる探索英雄譚（海斗の母）
- 僕のヒーローアカデミア（普良巣舞奈）
- パーティーから追放されたその治癒師、実は最強につき（シーラ）
- FAIRY TAIL 100年クエスト（巫女）

2025年
- FARMAGIA（テン〈幼少期〉、子供A、男の子）
- 全修。（メグ）
- シャングリラ・フロンティア（笹原エイト）
- 俺は星間国家の悪徳領主!（香菜美）
- ニートくノ一となぜか同棲はじめました（クレナ・ヴェントール）
- キミと僕の最後の戦場、あるいは世界が始まる聖戦 Season II（システア）
- 強くてニューサーガ（ニノス）

### 劇場アニメ
- HoneyWorks 10th Anniversary “LIP ×LIP FILM×LIVE”（2020年、かなみ）

### Webアニメ
- アイドルランドプリパラ（2021年、チイ）
- 阿波連さんははかれない ミニ（2022年、宮平先生）

### ゲーム
2018年
- ビーナスイレブンびびっど！（ぺこら）
- Q&Qアンサーズ（ぺこら）
- ウイニングハンド（サザンクロス）
- モン娘☆は〜れむ（ぺこら）

2019年
- ソフィア・コネクタ（リリアン）
- 幻獣契約クリプトラクト（ナリエ）
- アルカ・ラスト 終わる世界と歌姫の果実（コロネコロナ）
- クイズRPG 魔法使いと黒猫のウィズ（シャーノ・パトラメセス）

2020年
- アズールレーン（駆逐艦 グロームキィ）
- 邪神ちゃんドロップキック 〜神保町放置⼤作戦〜（ぺこら）
- モンスターストライク（2020年 - 2021年、大谷吉継、ウィンディ）
- アクション対魔忍（渡瀬紬）
- 邪神ちゃんドロップキック 大富豪ですの（ぺこら）

2021年
- リバース - 神々への討伐 -（リリアン）
- 東方ダンマクカグラ（依神紫苑）
- マギアレコード 魔法少女まどか☆マギカ外伝（由良蛍）
- ドールズフロントライン（ぺこら）

2022年
- クラッシュフィーバー（プランク）
- ヘブンバーンズレッド（2022年 - 2024年、ヴリティカ・バラクリシュナン）

2023年
- 女神楽園 ガーデス・パラダイス（ヴェルダンディ、クトゥルフ、ヨグ＝ソトース）
- ガーディアンテイルズ（ミケ)

2024年
- 制服カノジョ（八尋実桜）

2025年
- 制服カノジョ2（八尋実桜）

### ドラマCD
- 知多娘。ドラマCDシリーズ（2016年、東浦未来[67]）

### デジタルコミック
- ミノスのビーフ100％（2020年、ぺこら）
- でこぼこ魔女の親子事情（2020年 - 2021年、アリッサ[68][69]）
- 電音部 コミックムービー（2020年、桜乃美々兎）
- 怪人開発部の黒井津さん（2021年、ナレーション、劇中キャラクター[70]）
- 嘘婚ロマン 契約結婚のはずなのに、クールな旦那様に溺愛されています（2023年、有島紗耶[71]）

### 吹き替え
- シンデレラ秘密のプリンス（2018年、エラ[72]）
- マーメイド（2020年、ソヒィ）
- リトル・パイレーツ（2020年、マギー）
- モンスター・パーティー（2020年、店の女の子 他）

### テレビ番組
※はインターネット配信。
- アニュ研!（2017年 - 2018年、TOKYO MX）
- ナイツのHIT商品会議室（2018年 - 、チバテレ）
- ビジネスビジョン（2018年 - 、チバテレ）
- シャキット!→ちば朝ライブ モーニングこんぱす（「はなわのシャカリキ!」コーナー担当、チバテレ）
- ジャパコンProject ギルドフレンズ〜飯田里穂の!世界へ?本気です!〜（2018年 - 、BSフジ[73]）《2019年11月放送分より＜ジャパコンProject＞『ギルドフレンズ〜世界へ?本気です!〜』》

### 映画
- 家出レスラー（2024年5月17日、ブシロードムーブ）[74]

### その他コンテンツ
- 美浜幕府（静御前）
- モンスタークエスト（ロボくん）
- 東うらやまシティ（メインMC）
- 知多娘。（2012年 - 、東浦未来〈2代目〉）
- mimiy（2018年 - 、専属モデル）
- スターダム（女子プロレス団体）（2018年 - 、リングアナウンサー）
- キャラクタープロジェクト『電音部』（2020年、桜乃美々兎[75]）
- ASMR『お兄様、耳かきのお時間ですわ～自称クールな妹執事～』（2022年、真姫亜[76]）
- A.I.VOICE RIA（2022年[77]）
- キミに贈る朗読会 「STARMARIEの声と妄想の世界」 Vol.4（2022年9月10日 - 11日、MsmileBOX渋谷[78]）
- キミに贈る朗読会「VOICEinBOX～声優さん、出番です～」 Vol.3（2023年5月28日、MsmileBOX渋谷[79]）
- 舞台「キミと僕の最後の戦場、あるいは世界が始まる聖戦」（2022年10月 - 11月） - イリーティア/始祖ネビュリス 役
- キミに贈る朗読会「ゴカンッ！」（2024年7月6日 - 7日、MsmileBOX渋谷[80]）
- 舞台「理系が恋に落ちたので証明してみた。」（2024年9月） - 氷室菖蒲 役[81]
- キミに贈る朗読会「バレンタインの秘密」（2025年2月9日、MsmileBOX渋谷[82]）

## ディスコグラフィ

### キャラクターソング
| 発売日         | 商品名                                                       | 歌                                                                       | 楽曲                                                                                        | 備考                                                               |
| 2010年代       | 2010年代                                                     | 2010年代                                                                 | 2010年代                                                                                    | 2010年代                                                           |
| -------------- | ------------------------------------------------------------ | ------------------------------------------------------------------------ | ------------------------------------------------------------------------------------------- | ------------------------------------------------------------------ |
| 2018年7月25日  | あの娘にドロップキック 〜邪教徒の祈りdeathの〜               | 邪神★ガールズ                                                            | 「あの娘にドロップキック」                                                                  | テレビアニメ『邪神ちゃんドロップキック』オープニングテーマ         |
| 2018年7月25日  | あの娘にドロップキック 〜邪教徒の祈りdeathの〜               | ぺこら（小坂井祐莉絵）                                                   | 「Labyrinth」                                                                               | テレビアニメ『邪神ちゃんドロップキック』関連曲                     |
| 2019年6月25日  | フォーリンポップ                                             | フォーリンポップ                                                         | 「Fallen POP」 「Fallen Stars」                                                             | テレビアニメ『邪神ちゃんドロップキック』関連曲                     |
| 2020年代       |                                                              |                                                                          |                                                                                             |                                                                    |
| 2020年11月25日 | New Pallet                                                   | 桜乃美々兎（小坂井祐莉絵）                                               | 「Princess Memeism（Prod. Snail's House）」                                                 | 『電音部』関連曲                                                   |
| 2020年11月25日 | New Pallet                                                   | 桜乃美々兎（小坂井祐莉絵）、水上雛（大森日雅）、犬吠埼紫杏（長谷川玲奈） | 「Hyper Bass（feat. Yunomi）」                                                              | 『電音部』関連曲                                                   |
| 2021年1月2日   | ドキドキパリラルラ（Respect. CY8ER）                         | 桜乃美々兎（小坂井祐莉絵）、水上雛（大森日雅）、犬吠埼紫杏（長谷川玲奈） | 「ドキドキパリラルラ（Respect. CY8ER）」                                                    | 『電音部』関連曲                                                   |
| 2021年3月24日  | ホリミヤ BD・DVD第2巻特典CD                                  | 吉川由紀（小坂井祐莉絵）                                                 | 「黒コゲクッキー」                                                                          | テレビアニメ『ホリミヤ』関連曲                                     |
| 2021年6月30日  | 電音部 ベストアルバム -シーズン.0-                           | 桜乃美々兎（小坂井祐莉絵）                                               | 「電脳ロリポップ（feat. 周防パトラ）」                                                      | 『電音部』関連曲                                                   |
| 2021年6月30日  | 電音部 ベストアルバム -シーズン.0-                           | 桜乃美々兎（小坂井祐莉絵）、水上雛（大森日雅）、犬吠埼紫杏（長谷川玲奈） | 「シロプスα（feat. 安藤啓希）」                                                             | 『電音部』関連曲                                                   |
| 2022年3月20日  | Do You Even DJ? 2nd（feat. Neko Hacker）                     | 桜乃美々兎（小坂井祐莉絵）                                               | 「Do You Even DJ? 2nd（feat. Neko Hacker）」                                                | 『電音部』関連曲                                                   |
| 2022年6月29日  | 電音部 ベストアルバム -シーズン.1-The Lights                 | 外神田文芸高校、神宮前参道學園、港白金女学院、帝音国際学院               | 「You Are The Light」                                                                       | 『電音部』関連曲                                                   |
| 2022年6月29日  | 電音部 ベストアルバム -シーズン.1-The Lights                 | 日高零奈（蔀祐佳）、桜乃美々兎（小坂井祐莉絵）                           | 「Sync My Lights」                                                                          | 『電音部』関連曲                                                   |
| 2022年6月29日  | 電音部 ベストアルバム -シーズン.1-The Lights                 | 桜乃美々兎（小坂井祐莉絵）                                               | 「Do You Even DJ?（feat. Neko Hacker）」                                                    | 『電音部』関連曲                                                   |
| 2022年6月29日  | 電音部 ベストアルバム -シーズン.1-The Lights                 | 桜乃美々兎（小坂井祐莉絵）、水上雛（大森日雅）、犬吠埼紫杏（長谷川玲奈） | 「悪魔のララバイ（Prod. KiWi）」 「Distortion（feat. Yunomi）」 「Find Me（feat. ミディ）」 | 『電音部』関連曲                                                   |
| 2022年6月29日  | 電音部 ベストアルバム -シーズン.1- The Lights 完全生産限定盤 | 桜乃美々兎（小坂井祐莉絵）                                               | 「DEN-ON-BU VOICE KIT」                                                                     | 『電音部』関連曲                                                   |
| 2023年2月15日  | 逆境☆不惑☆フラクション/レッツゴー・マイ・ハウス!!!           | 犬飼加恋（会沢紗弥）、猫谷ミケ（相良茉優）、月城うさぎ（小坂井祐莉絵）   | 「レッツゴー・マイ・ハウス!!!」                                                             | テレビアニメ『犬になったら好きな人に拾われた。』エンディングテーマ |
| 2023年2月15日  | 逆境☆不惑☆フラクション/レッツゴー・マイ・ハウス!!!           | 月城うさぎ（小坂井祐莉絵）                                               | 「レッツゴー・マイ・ハウス!!!」                                                             | テレビアニメ『犬になったら好きな人に拾われた。』エンディングテーマ |

### その他参加作品
| 発売日         | 商品名                 | 歌        | 楽曲                 | 備考                                       |
| -------------- | ---------------------- | --------- | -------------------- | ------------------------------------------ |
| 2019年10月16日 | STARDOM ENTRANCE MUSIC | TRY☆ANGLE | 「未来のスターダム」 | 女子プロレス団体「スターダム」でのユニット |